# Canadá en los Juegos Olímpicos de Atenas 2004
Canadá estuvo representado en los Juegos Olímpicos de Atenas 2004 por un total de 263 deportistas que compitieron en 28 deportes.  
El portador de la bandera en la ceremonia de apertura fue el yudoca Nicolas Gill.

## Medallistas
El equipo olímpico canadiense obtuvo las siguientes medallas:
| Nombre                                                         | Deporte               | Competición                |
| -------------------------------------------------------------- | --------------------- | -------------------------- |
| Oro                                                            |                       |                            |
| Lori-Ann Muenzer                                               | Ciclismo en pista     | Velocidad ind. F           |
| Kyle Shewfelt                                                  | Gimnasia artística    | Suelo M                    |
| Adam van Koeverden                                             | Piragüismo            | K1 500 m M                 |
| Plata                                                          |                       |                            |
| Marie-Hélène Prémont                                           | Ciclismo de montaña   | Campo a través F           |
| Karen Cockburn                                                 | Gimnasia en trampolín | Individual F               |
| Tonya Verbeek                                                  | Lucha libre           | 55 kg F                    |
| Cameron Baerg Jacob Wetzel Thomas Herschmiller Barney Williams | Remo                  | Cuatro sin timonel (M4-) M |
| Alexandre Despatie                                             | Saltos                | Trampolín 3 m M            |
| Ross MacDonald Mike Wolfs                                      | Vela                  | Star M                     |
| Bronce                                                         |                       |                            |
| Adam van Koeverden                                             | Piragüismo            | K1 1000 m M                |
| Caroline Brunet                                                | Piragüismo            | K1 500 m F                 |
| Blythe Hartley Émilie Heymans                                  | Saltos                | Plataforma 10 m sincro. F  |